# Ilulissat

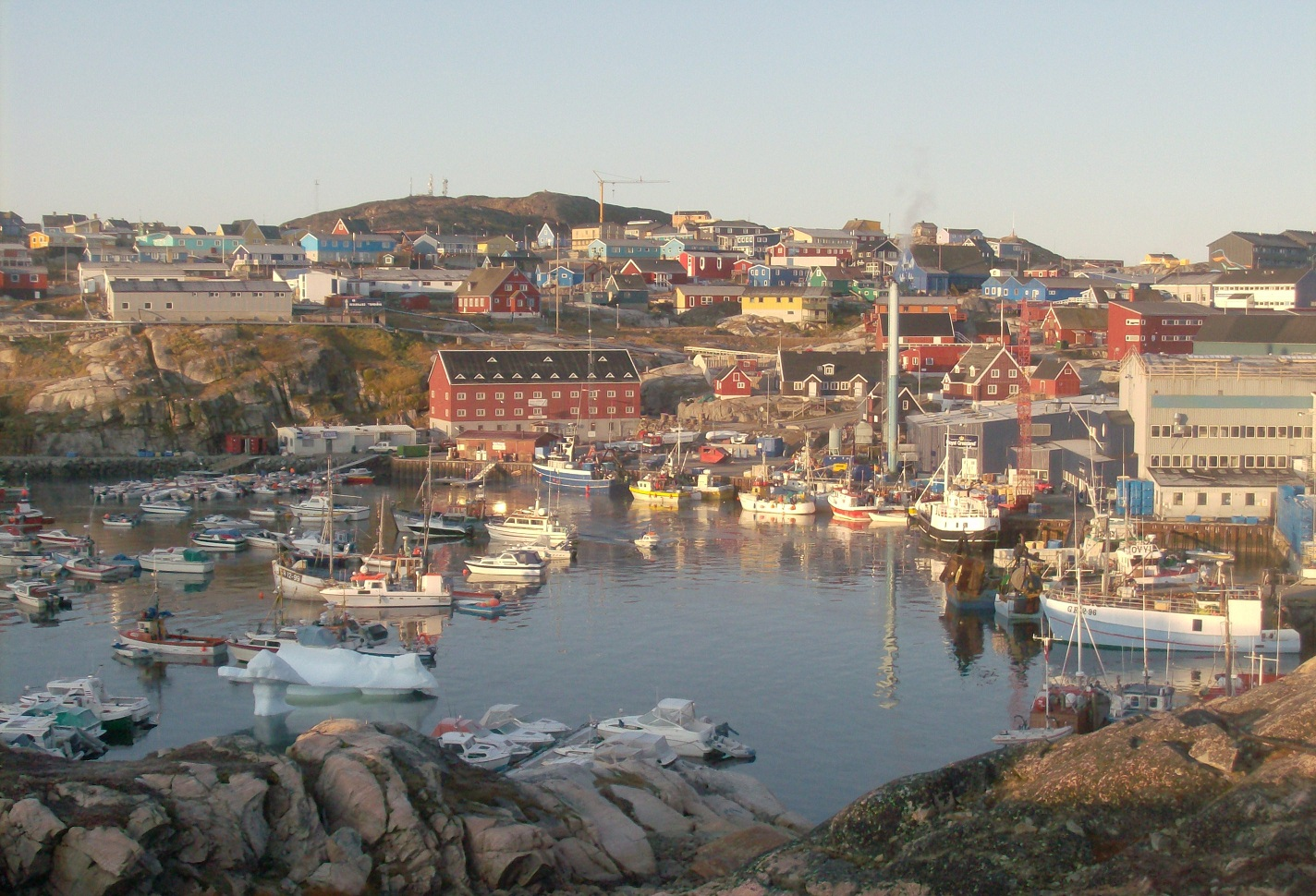
Ilulissat

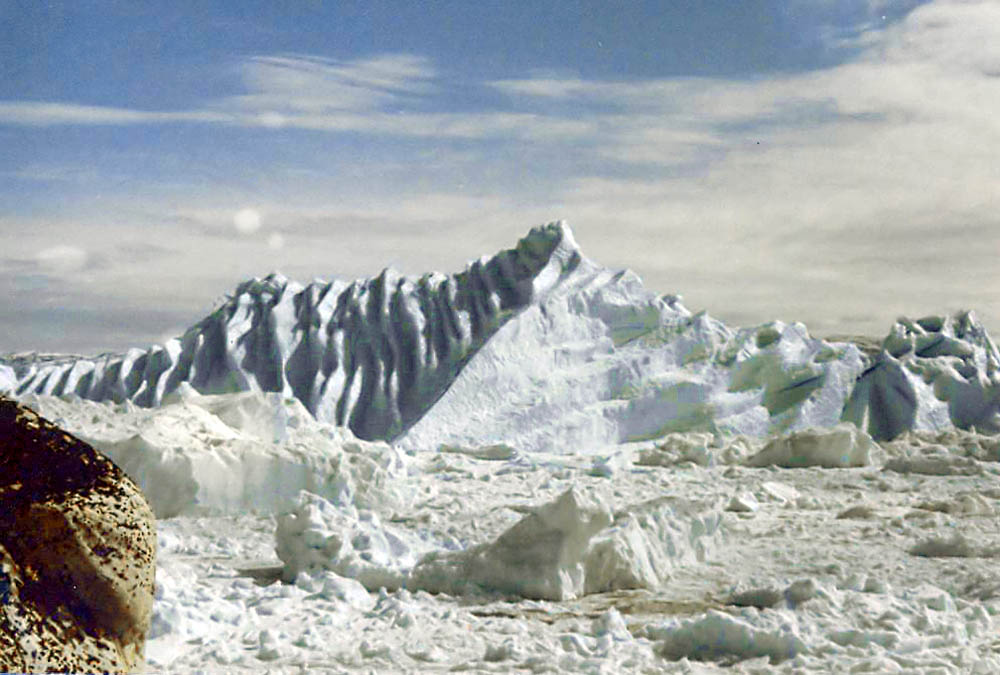
El fiord glaçat d'Ilulissat, declarat Patrimoni de la Humanitat per la UNESCO.

Ilulissat és un municipi de Groenlàndia i també la capital del terme municipal d'Ilulissat (Ilulissat Kommuniat) que cobreix una àrea de 47.000 km². El poble està localitzat en les coordenades 69° 13′ Nord 51° 06′ Oest, a mig camí dalt de la costa oest de l'illa, i prop de 200 quilòmetres al nord del Cercle polar àrtic. Té 4.533 habitants (2003).
Illulisat també és conegut extensament pel seu nom danès de Jacobshavn ("Port de Jacob"). En la traducció directa Ilulissat és la paraula groenlandesa per a "Icebergs". Ilulissat és un dels famoses destinacions turístiques de Groenlàndia pel motiu de la seva proximitat al pintoresc Ilulissat Icefjord (fiord d'Ilulissat), i el turisme és ara la indústria principal del poble. Ilulissat va ser el lloc de naixement del cèlebre explorador polar Knud Rasmussen. La casa on va passar la seva infantesa es troba al centre de la localitat i avui és un museu dedicat a ell.
Els assentaments inuits han existit en l'àrea del fiord (declarat Patrimoni de la Humanitat per la UNESCO el 2004) durant almenys tres mil anys. L'assentament abandonat de Sermermiut dos quilòmetres al sud del poble modern d'Ilulissat va estar una vegada entre els assentaments més grans a Groenlàndia amb al voltant de 250 habitants. El poble modern va ser fundat en 1741 pel missioner danès Poul Egede i pel comerciant Jacob Severin que va establir un allotjament de comerç a l'àrea.

## Enllaços externs

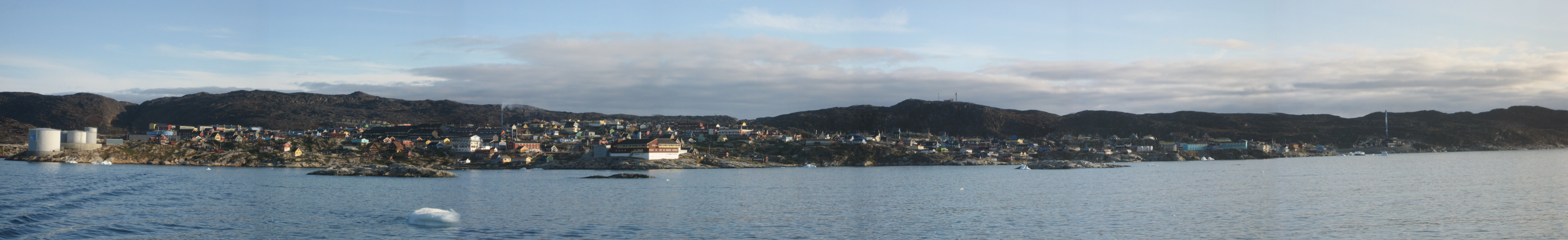
Vista panoràmica de Ilulissat el setembre

Vista panoràmica de l'Aeroport de Ilulissat a l'agost